# Pribaoutki
Pribaoutki (ook wel Chansons plaisantes genoemd) (W26) is een compositie van Igor Stravinsky voor stem, Engelse hoorn, klarinet, fagot, viool, altviool, cello en contrabas. Stravinsky vond dat de liederen door een man gezongen moesten worden; hij had met 'stem' de stem van zijn broer Gury, een bariton, in gedachte. Het werk is in 1914 in Salvan (Zwitserland) gecomponeerd op Russische volksteksten in een vertaling in het Frans van Charles Ferdinand Ramuz. Het werk is opgedragen 'à ma femme'. De eerste opvoering vond plaats in mei 1919 in de Salle Gaveau te Parijs.
Het werk bestaat uit de volgende delen:
1. L'Oncle Armand
2. Le Four
3. Le Colonel
4. Le Vieux et le Lièvre

Het woord pribaoutki verwijst naar een vorm van Russische volksdichtkunst, het best te vergelijken met een Engelse limerick. Het woord betekent 'vertelling', 'pri' is het Latijnse 'pre', en 'baout' komt uit het Oudrussisch en betekent 'zeggen'. Pribaoutki zijn altijd kort met niet meer dan vier regels. Volgens de traditie stammen ze af van een soort spelletje waarbij iemand een woord noemt, waaraan iemand anders een woord toevoegt enzovoort, en dat met grote snelheid.
Stravinsky componeerde de liederen zo dat ze de indruk geven dat ze oorspronkelijke volksliederen zijn – eenzelfde principe als hij toepaste in bijvoorbeeld de Berceuses du chat (W30) en Renard (W31), een vermogen van de componist om, zoals hij zelf zei, "volkse herinneringen onbewust af te tappen." (Autobiografie).
Sergej Prokofjev stuurde in 1919 een brief aan Stravinsky om hem te vertellen hoe goed Pribaoutki in de Verenigde Staten was ontvangen.

## Oeuvre
Zie het Oeuvre van Igor Stravinsky voor een volledig overzicht van het werk van Stravinsky.

## Geselecteerde discografie
'Pribaoutki' door Cathy Berberian, mezzosopraan (sic) en het Columbia Symphony Orchestra onder leiding van Igor Stravinsky; Stravinsky Songs 1906-1953, CBS 72881, 1971 (in 1991 verschenen op cd in de 'Igor Stravinsky Edition' in het deel 'Opera' (sic), 2 cd's SM2K 46298)